# 叉銃

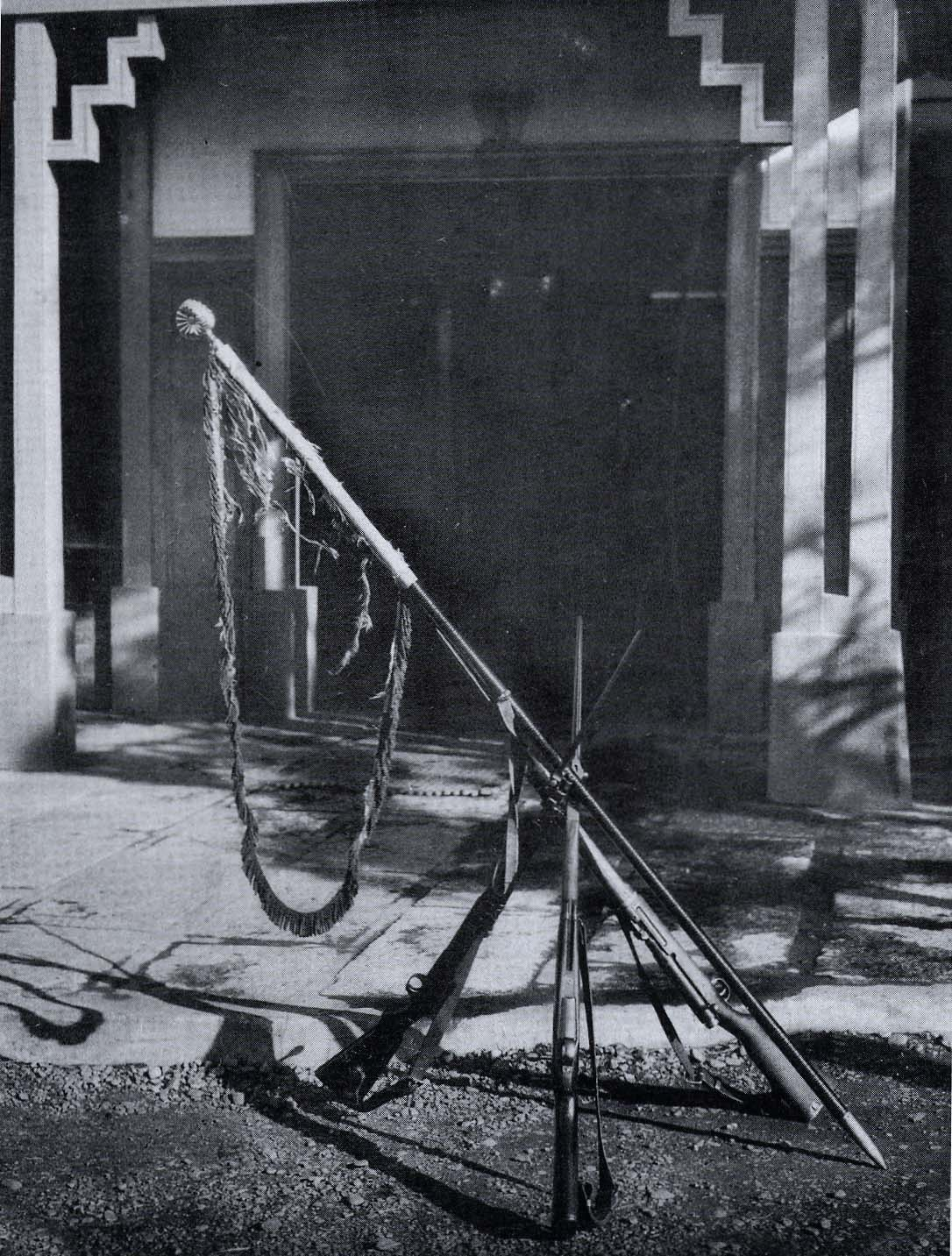
軍旗（騎兵第16連隊）を中心に叉銃中の四四式騎銃（日本陸軍）

叉銃（さじゅう）は、銃口付近を頂点に複数の銃を組み合わせ三角錐状に立てること。基本的に小銃が用いられ、その性質から主に軍隊で行われる。ドイツ語ではゲヴェーア・ピュラミーデ（Gewehrpyramide、小銃のピラミッド）と形容される。

## 概要

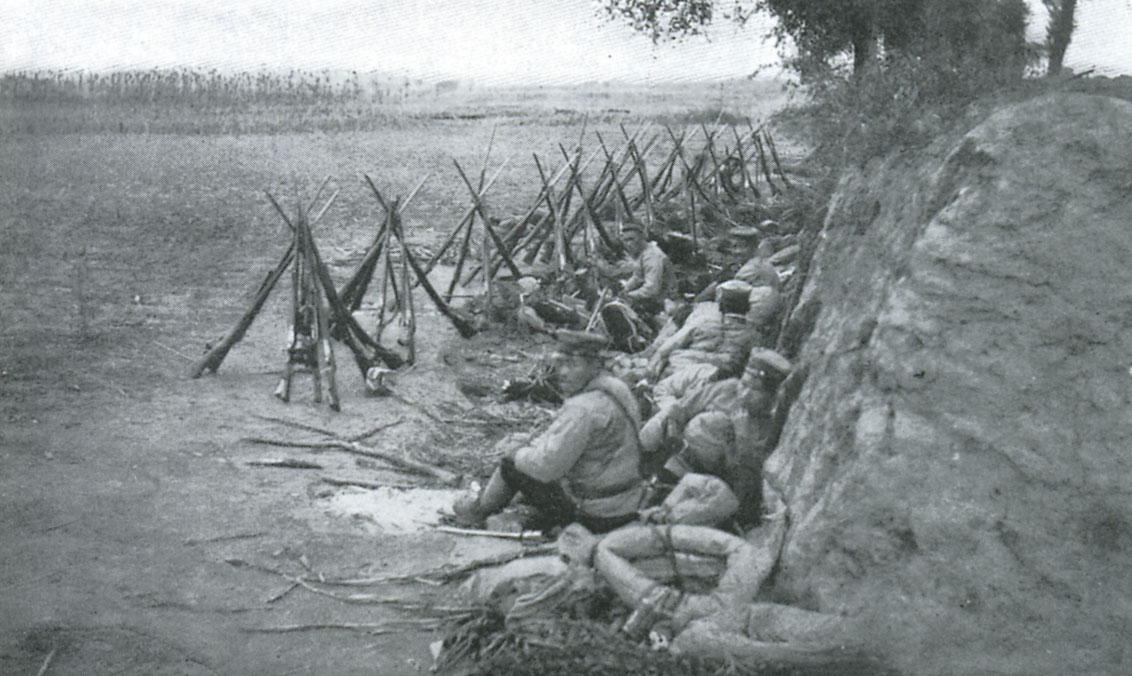
1904年10月、日露戦争（沙河会戦）において休止（小休止ないし大休止）時に、着剣した小銃で叉銃を行う日本陸軍の兵士。まず三挺を組み合わせ、そこへ四挺目以降を立てかけている。

叉銃は、主に銃のクリーニングロッド（槊杖・柵杖）や銃剣（着剣時）の鍔などを互いに組み合わせ、地面に立てて行う。小銃の先端に叉銃用のフックが装備されている場合もある。使用される銃の数は3丁が多いが、4丁や5丁でも可能である。
叉銃自体は、銃の紛失（銃を持ったままの脱走を含む）や汚破損（特に銃口部・機関部）を防ぐため、主に野戦や演習において非戦闘中たる休憩時（小休止・大休止）や露営時に行われることが多い。小銃と同じく個人携行が可能な兵器である軽機関銃や短機関銃は直立時の安定性が悪く、叉銃が困難ないし不可能であるため原則行われない。なお、叉銃は体裁が良いために、さらに軍旗や隊旗の旗立てとして組み合わされることも多い。
叉銃を解くことを「解銃」といい、叉銃（解銃）は小隊長など指揮官の号令（日本陸軍では「叉め銃（くめつつ）」「解け銃（とけつつ）」）で一斉に行われた。
第二次世界大戦頃までは世界各国の軍隊で行われていた叉銃であるが、叉銃中に奇襲を受けた場合など即応性に欠けることから当時よりその頻度は低くなり、銃は兵士各個が手元で保持するようになっていった。また、第二次大戦後は叉銃は前時代的な文化となり、叉銃を全く考慮していないアサルトライフル（自動小銃）の普及もあるため、マニュアル上の記述や儀礼時、訓練時を除き廃れていった。